# Biqueli
Biqueli (Biceli, Bikeli, Biquele, ehemals Pala) ist ein osttimoresischer Suco in der Gemeinde Atauro.

## Geographie

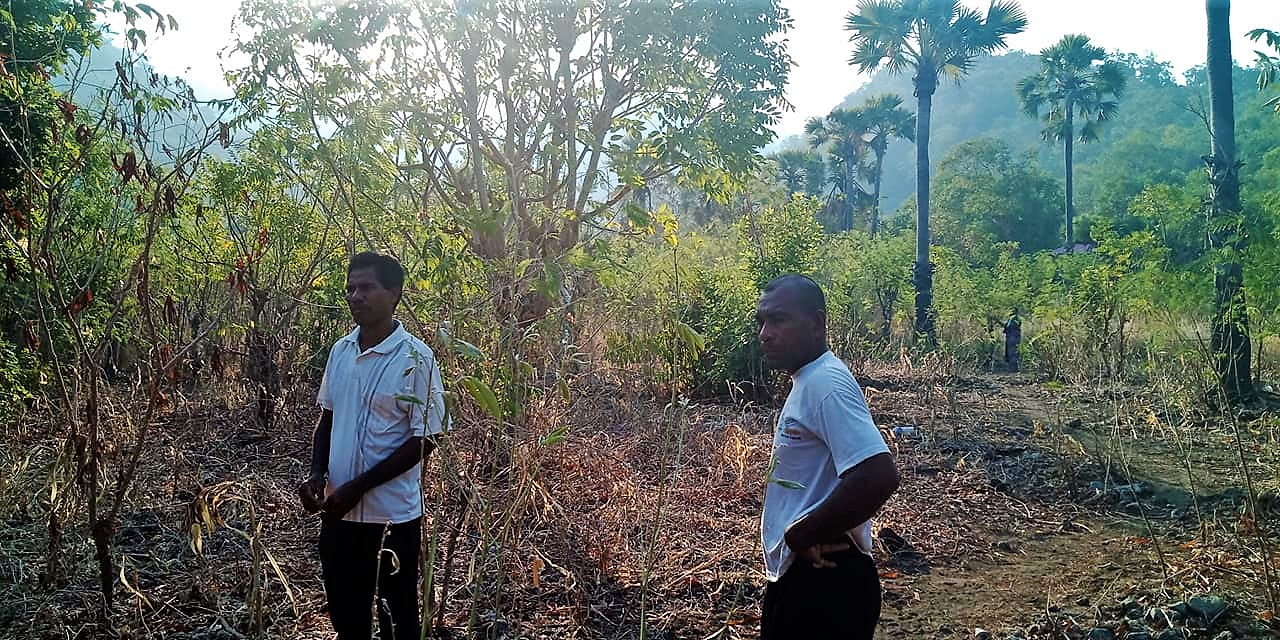
Im Inselinneren bei Biqueli

Der Suco bildet den Norden des Insel-Verwaltungsamts Atauro. Die Bandasee umgibt den Großteil des Sucos. Hier treffen die Straße von Ombai und die Straße von Wetar aufeinander. Südwestlich liegt der Nachbarsuco Beloi. Die Nordspitze bildet das Kap Ponta Akrema.
Vor der Gebietsreform 2015 hatte Biqueli eine Fläche von 23,84 km². Nun sind es 29,67 km², nachdem die Grenze zu Beloi nach Süden verschoben wurde. So kam das Kap Ponta Mano Tala an der Westküste und der südlich gelegene Ort Ilidua Douro zu Biqueli. Der Suco teilt sich in die vier Aldeias Ilicnamo, Ilidua Douro, Pala und Uaro-Ana.
Eine asphaltierte Straße verbindet Biqueli entlang der Ostküste mit Mau-Meta im Süden der Insel. An der Ostküste liegt zwischen den Kaps Ponta Akrema und Ponta Nussalo das Dorf Akrema (Acrema). Die Straße führt dann durch den Landstrich Baruana zum Dorf Belém (Belem). Weiter südlich befinden sich die Orte Uaro-Ana (Uaroana), Biqueli (Pala, Pala parte tasi), Watupo und Ilicnamo (Ilinamu). An der Westküste liegen die Dörfer Vatuo (Vatuu, Fatu'u), Iliana und, etwas im Landesinneren, die Orte Diana, Douro (Doro) und Ilidua Douro, und tiefer die kleine Siedlung Pala parte foho. In Vatuo und Belém gibt es Grundschulen.

## Einwohner
In Biqueli leben 2.436 Einwohner (2022), davon sind 1.250 Männer und 1.186 Frauen. Im Suco gibt es 574 Haushalte. Fast 92 % der Einwohner geben Dadu'a als ihre Muttersprache an, ein Dialekt des Wetar. Etwas mehr als 1 % spricht den Wetar-Dialekt Rahesuk. Knapp 6 % sprechen als Muttersprache Tetum Prasa und eine kleine Minderheit Makasae. Ungewöhnlich für das mehrheitlich katholische Osttimor sind die mehrheitlich protestantischen Bewohner im nördlichen Atauro. Sie wurden von der Nachbarinsel Alor aus durch niederländische Calvinisten im 20. Jahrhundert missioniert.

## Politik

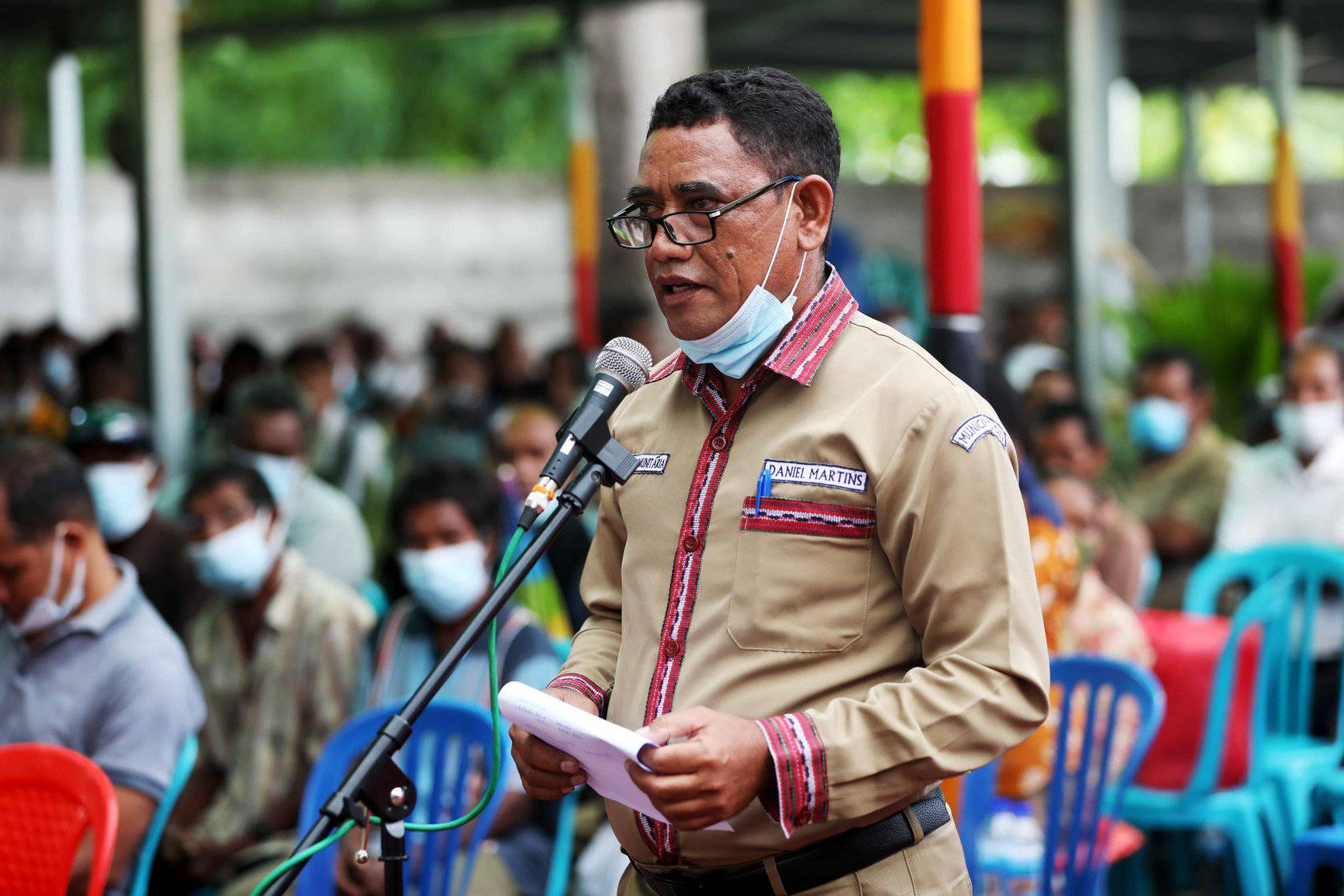
Daniel Martins (2021)

Bei den Wahlen von 2004/2005 wurde Manuel Barreto zum Chefe de Suco gewählt und 2009 in seinem Amt bestätigt. 2016 wurde er abgelöst durch Daniel Martins.